# 1691
1691 (MDCXCI) je bilo navadno leto, ki se je po gregorijanskem koledarju začelo na ponedeljek, po 10 dni počasnejšem julijanskem koledarju pa na četrtek.

## Dogodki
- 1. januar

## Rojstva
- Ivan Dizma Florjancic de Grienfeld, slovenski matematik, astronom († 1757)

## Smrti
- 23. maj - Adrien Auzout, francoski astronom, fizik (* 1622)
- 22. junij - Sulejman II.,  sultan Osmanskega cesarstva  (* 1642)
- 9. september - Kumazava Banzan, japonski konfucijanski filozof (* 1619)
- 30. december - Robert Boyle, angleški fizik, kemik (* 1627)

Neznan datum
- Sultan Bahu - indijski sufi in svetnik (* 1628)